# Golpilheira
Golpilheira est une freguesia portugaise située dans le District de Leiria.
Avec une superficie de 4,30 km2 et une population de 1 609 habitants (2001), la paroisse possède une densité de 374,2 hab/km2.